# Marc Laureys
Marc Laureys (* 1963 in Mechelen) ist ein belgischer Philologe auf dem Gebiet der Latinistik. Er ist Professor für Mittel- und Neulateinische Philologie an der Universität Bonn.

## Leben
Laureys studierte an der Katholieke Universiteit Leuven Klassische Philologie (M. A. 1985) und Philosophie (B. A. 1986). Er setzte seine Studien an der Harvard University fort und wurde dort 1992 im Fach Medieval Latin zum Ph. D. promoviert. Von 1993 bis 1996 war er Junior Research Fellow beim belgischen Nationaal Fonds voor Wetenschappelijk Onderzoek.
Seit 1997 ist Laureys als Nachfolger von Dieter Schaller auf der Professur für Lateinische Philologie des Mittelalters und der Neuzeit an der Universität Bonn tätig. Er war und ist an verschiedenen internationalen Forschungsprojekten beteiligt. Von 1997 bis 2003 war er Mitglied des DFG-Graduiertenkollegs Die Renaissance in Italien und ihre europäische Rezeption. Seit 2003 ist er Mitglied der Kommission Humanisme in de Nederlanden der Königlich Flämischen Akademie Belgiens für Wissenschaften und Künste. 2005 gründete er an der Universität Bonn zusammen mit Uwe Baumann und Konrad Vössing das Centre for the Classical Tradition, dessen Sprecher er seither ist. Im Rahmen der Exzellenzinitiative betreute er von 2005 bis 2006 das Projekt Theodosius Schoepffers Gerontologia seu Tractatus de jure senum (1705).
Laureys war Gastprofessor an der Villa I Tatti in Florenz (Herbst 2005) und am Centre d’Études Supérieures de la Renaissance in Tours (Februar 2011). Er ist Mitglied in verschiedenen wissenschaftlichen Gesellschaften, darunter die International Association for Neo-Latin Studies (2000–2003 zweiter Vizepräsident; 2015–2018 erster Vizepräsident; 2018–2021 Präsident) und die Società Internazionale per lo Studio del Medio Evo Latino.

## Schriften (Auswahl)
- Ioannis Caballini de Cerronibus Polistoria de virtutibus et dotibus Romanorum (= Bibliotheca scriptorum Graecorum et Romanorum Teubneriana.). Teubner, Stuttgart u. a. 1995, ISBN 3-8154-1128-9.

Herausgeberschaft
- mit Christoph Bräunl, Silvan Mertens, Reimar Seibert-Kemp: The world of Justus Lipsius. A Contribution towards his Intellectual Biography. Proceedings of a colloquium held under the auspices of the Belgian Historical Institute in Rome (Rome, 22–24 May 1997) (= Bulletin de l’Institut Historique Belge de Rome. 68). Brepols, Turnhout 1998, ISBN 90-74461-26-3.
- mit Beate Czapla, Karl August Neuhausen: Bonna solum felix … Bonn in der lateinischen Literatur der Neuzeit. Ausgewählte Texte. Mit Einleitungen, Übersetzungen und Erläuterungen. Rheinland-Verlag, Köln (d. i. Pulheim) 2003, ISBN 3-7927-1881-2.
- mit Astrid Steiner-Weber, Thomas A. Schmitz: Bilder der Antike (= Super alta perennis. Studien zur Wirkung der Klassischen Antike. 1). V & R unipress u. a., Göttingen u. a. 2007, ISBN 978-3-89971-352-7.
- mit Roswitha Simons: Die Kunst des Streitens. Inszenierung, Formen und Funktionen öffentlichen Streits in historischer Perspektive (= Super alta perennis. Studien zur Wirkung der Klassischen Antike. 10). V & R unipress u. a., Göttingen u. a. 2010, ISBN 978-3-89971-793-8.
- mit Arnold Becker, Karl August Neuhausen, Georg Rudinger: Theodosius Schoepffers „Gerontologia seu Tractatus de jure senum“. Kulturwissenschaftliche Studien zu einem vergessenen Traktat über das Altenrecht (= Super alta perennis. Studien zur Wirkung der Klassischen Antike. 5). V & R unipress u. a., Göttingen u. a. 2011, ISBN 978-3-89971-705-1.
- mit Karl A. E. Enenkel, Christoph Pieper: Discourses of power. Ideology and politics in Neo-latin literature (= Noctes Neolatinae. 17). Olms, Hildesheim u. a. 2012, ISBN 978-3-487-14838-0.